# Подольчак Ігор Володимирович
Подольча́к І́гор Володи́мирович (нар. 9 квітня 1962 року, Львів) — український режисер, сценарист, продюсер, художник та куратор сучасного мистецтва. Член Української Кіноакадемії. Учасник та лауреат численних художніх міжнародних виставок в Україні та за кордоном. Співзасновник творчого об'єднання «Фонд Мазоха» та співавтор всіх його мистецьких акцій та проектів. Живе і працює у Лодзі та Львові. Представник  Нової хвилі .

## Біографія
Народився 9 квітня 1962 року у Львові в сім'ї інтелігентів — батько історик за освітою, мати — журналіст. Має доньку Ольгу. У 1979 році закінчив львівську середню школу № 9. Того ж року вступив на факультет «Інтер'єр та обладнання» Львівського Державного інституту прикладного та декоративного мистецтва (тепер Львівська національна академія мистецтв), який закінчив з відзнакою у 1984 році. Разом з Подольчаком вчилися Олег Тістол, Павло Керестей та Микола Маценко. У 1984-85 роках проходив службу у прикордонних військах, 1985-86 роках працював у Художньому фонді Спілки художників України. З 1986 року і до цього часу працює вільним художником, кінорежисером та куратором сучасного мистецтва. Брав участь у численних міжнародних виставках по всьому світу, лауреат багатьох з них, організував та провів ряд міжнародних виставок в Україні та за кордоном.
Після заснування у 1991 році Фонду Мазоха, разом з Ігорем Дюричем, активно проводить різноманітні мистецькі акції в Україні, Німеччині та Росії. З 1997 року займається комплексним проектуванням візуально-іміджевої складової політичних виборчих кампаній в Україні та Росії. З 2006 року пише сценарії, знімає та продюсує кінофільми. У режисерському доробку дві повнометражні художні картини (Las Meninas, Delirium) та одна короткометражна (Merry-Go-Round).
2014 року журнал Forbes Україна визнав Ігоря Подольчака одним з 10 найвизначніших кінорежисерів України.

## Художня творчість
Подольчак працює в різних видах та жанрах образотворчого мистецтва — живопис, графіка, фотографія, відеоарт, мистецькі акції. На початку кар'єри превалювала графіка. З початку 90-х років минулого століття активно долучає до своєї діяльності практично всі жанри образотворчого мистецтва, з середини 90-х мистецькі акції та перформанси, з кінця 90-х відеоарт.

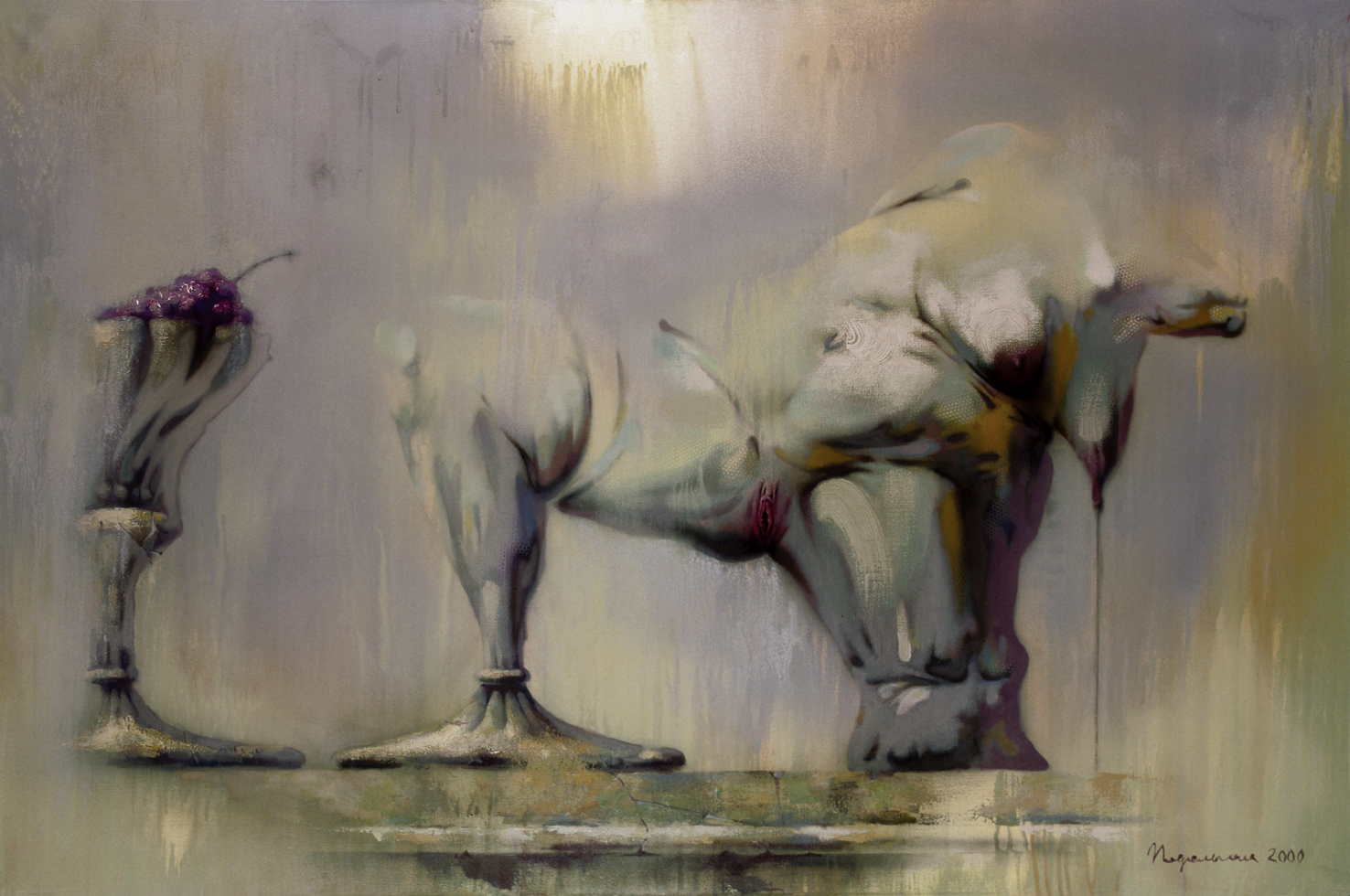
Без назви, 1995, акрил, полотно, 80х120 см

У центрі творчості Подольчака знаходиться людське тіло в різних його проявах, взаємовідносинах з іншими тілами, в різних станах та стадіях розкладу.
В художньому розвитку теми розкладання та тліну фігурують виключно два типи матерії, дві певні формації «плоті» — людська і архітектурна. Саме вони — вмістилища різного роду енергій, сполучення різноманітних семіотичних кодів — найвиразніше демонструють вияви регресивних сил. Схильність до метаморфоз розпаду розкриває та по-особливому міфологізує «тілесність» цих двох організмів, а нестійкість точки зору на їх взаємини у цьому стані (коливання від алегорії до трилера), постійно вдосконалює іконографію естетики Подольчака в цілому.
У калейдоскопі інверсій, в культурологічних «задзеркаллях» деформується аж ніяк не принцип їх взаємин, а форма, яку ці взаємини набувають. По-новому зорганізовані схеми комунікації локалізуються в галузі експертизи маргінального досвіду фізіологічних насолод, які порушують, або взагалі ігнорують копулятивний цикл сексуального акту. Стильово, формула рафінованої гротескної естетики відтворює внутрішній зв'язок з тенденціями злиття смерті та насолоди («танатичний гедонізм») в європейському бароко. У певному значенні це спотворена, аутоскопічна галюцинація, чиєю творчою реалізацією є ідея своєрідного «натюрморту» підсвідомих заборонених бажань і присмеркових почуттів. Образна структура цих «натюрмортів» містить у собі не тільки розпусну цікавість любовних ігор сомнабул, чий макабричний еротизм виходить за межі стереотипного розуміння насилля та сексу, але й витонченість фантастичних архітектурних просторів, які також уражені тліном. Замкненість персонажів на самих себе може розглядатись, як рефлективне усвідомлення себе, викликаного гострим переживанням насолоди через біль. Подольчак ніби фіксує цей момент кульмінаційної насолоди від тілесності, роблячи його нескінченним, прирікаючи, тим самим, своїх розпусних героїв на довічну самотність. Одночасно, такий всеосяжний гедонізм, який не зупиняється ні перед чим, декларує повне заперечення існування жертви, розвиває його (гедонізму) святковість (ритуальність) та театральність з притаманними Подольчакові дотепністю та пишністю.

### Живопис та мішана техніка
|  | У живописі Подольчака проблема тілесності, перш за все питання огляду чужого тіла, стають ведучими мотивами. Людська істота редукована художником до тілесного рівня, а семе тіло перетворене у предмет - у позбавлений всіляких песихологічних атрибутів об'єкт. |

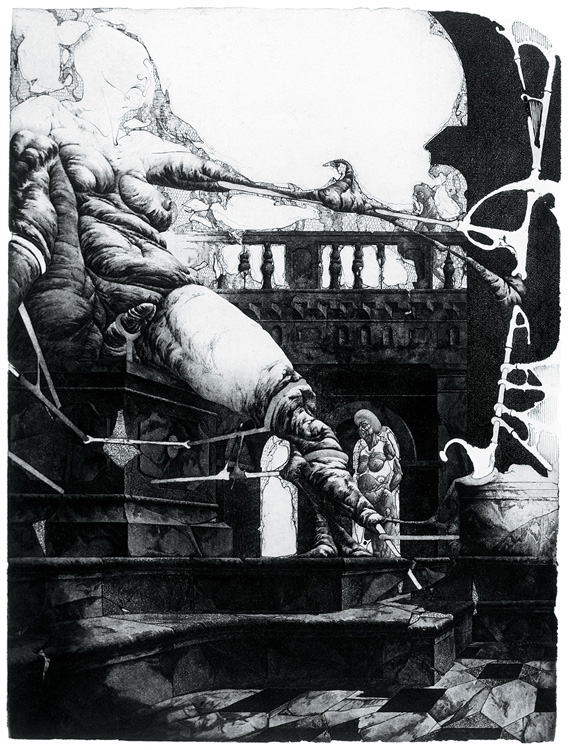
Великий Гермафродит. 1994, офорт, 58х44 см

До початку 90-х років у живописі використовував олійну фарбу, картини, як правило були невеликих форматів (до 1м), пізніше тільки акрил та полотно, формати значно збільшились (до 2,5 м). «Мішана техніка» — умовна назва унікальної технології, комбінації монотипії та акрилового малярства на папері з подальшім наклеюванням на полотно. До середини 90-х роботи, зроблені в цій техніці, виставляв під псевдонімом О. Сердюк.

### Графіка
Станковою графікою займається з 1981 року. У своїх роботах використовує техніку офорту, акватинти, гравюри, сліпого травлення, сухої голки. Як правило, всі ці техніки комбінує, досягаючи надзвичайної глибини чорного, широкого діапазону сірого, різноманітних фактур та рельєфів. Працює на цинкових пластинах. Формат робіт варіюється від мініатюри (2х3 см) до, що досить незвично для техніки інтагліо, великих робіт (50х40 см).

### Фотографія

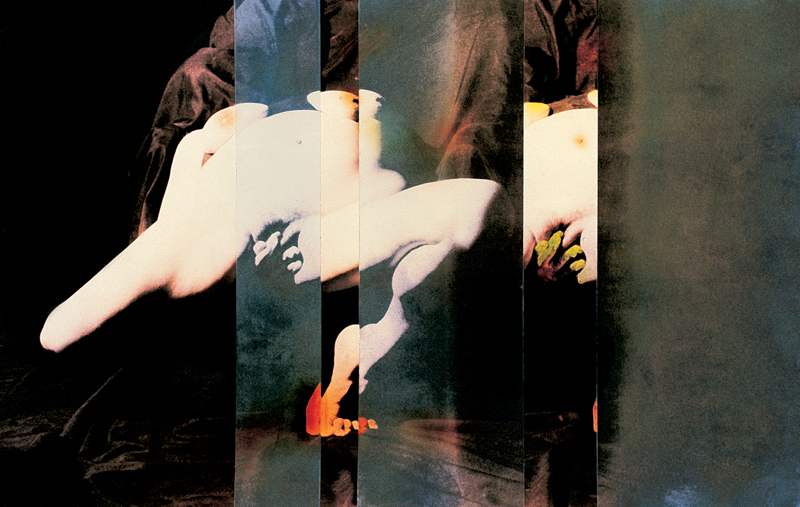
Без назви. 1995, чорно-біле розмальоване фото

Фотографією почав займатись ще під час навчання в інституті. До 1996 року фотографії виставляв під псевдонімом Гор Гори.
В основному це були чорно-біли фотографії, віражовані або розфарбовані аніліновими барвниками. Пізніше став використовувати техніку соляризації.
З 2000 року почав робити кольорові знімки. Зйомки завжди постановочні, проводяться у студії. Знімає, як моделей так і натюрморти. Використовує середньоформатну фотокамеру Mamiya RB67 з різноманітною оптикою. Часто використовує кольорове світло. Формат робіт варіюється від 15 см до 1 м по довшій стороні. Фотографії Подольчака друкувались у різних фотовиданнях: елітарних («Scenario, The Art Photography Magazine», Велика Британія), фетишистських («Secret», Бельгія) та, практично, порнографічних («Nu», Італія).

### Книга художника
1992 року польське видавництво артистичної книги «Correspondanse des Arts» (Лодзь) видало книгу «Якоб Беме»
з оригінальними офортами Подольчака, інтеґрованими у ручночерпаний папір, завдовжки 8 метрів. Книжка мала надзвичайний успіх на міжнародних книжкових ярмарках та була нагороджена Бронзовою медаллю в конкурсі «Найкраща книга світу» на Франкфуртському книжковому ярмарку 1994 року, «Walter Tiemann Prize» на Ляйпціґському книжковому ярмарку того ж року, відзначена нагородою «Найкраща книга року» польським товариством книговидавців (Варшава) 1992 року. Книга брала участь у першій експозиції
України
на Бієнале мистецтва у Сан-Паулу, Бразилія (1994). 1995 року польське видавництво «Музей артистичної книги» видало книгу Подольчака «Гільгамеш» з текстами Крейга Рейна.

### Фонд Мазоха
У 1991 році заснував разом з Ігорем Дюричем та Романом Віктюком творче об'єднання «Фонд Мазоха», яке відзначилось низкою провокаційних мистецьких акцій в період з 1994 по 2004 рік у Великій Британії (2001, «Найкращі художники 20-го століття»), в Україні (2001, «Бренд Українське» (куратор — Єжи Онух); 2000, «Останні гастролі в Україні»;
1998, «Бєспредєл с/мазохизма»; 1995, «Свіжі газети для…» (куратор — Марта Кузьма); 1994, «Мавзолей для Президента»; 1993, «Мистецтво в космосі»), Росії (1997, «Бєспрєдєл гуманізму» (Владивосток, співпродюсери: Дмитро Куліков та Тимофій Сєргєйцев); 1995, «Останній єврейський погром» (Москва, Галерея Гельмана) та Німеччині (1995, «З Днем Перемоги, пане Мюллер», Берлін).

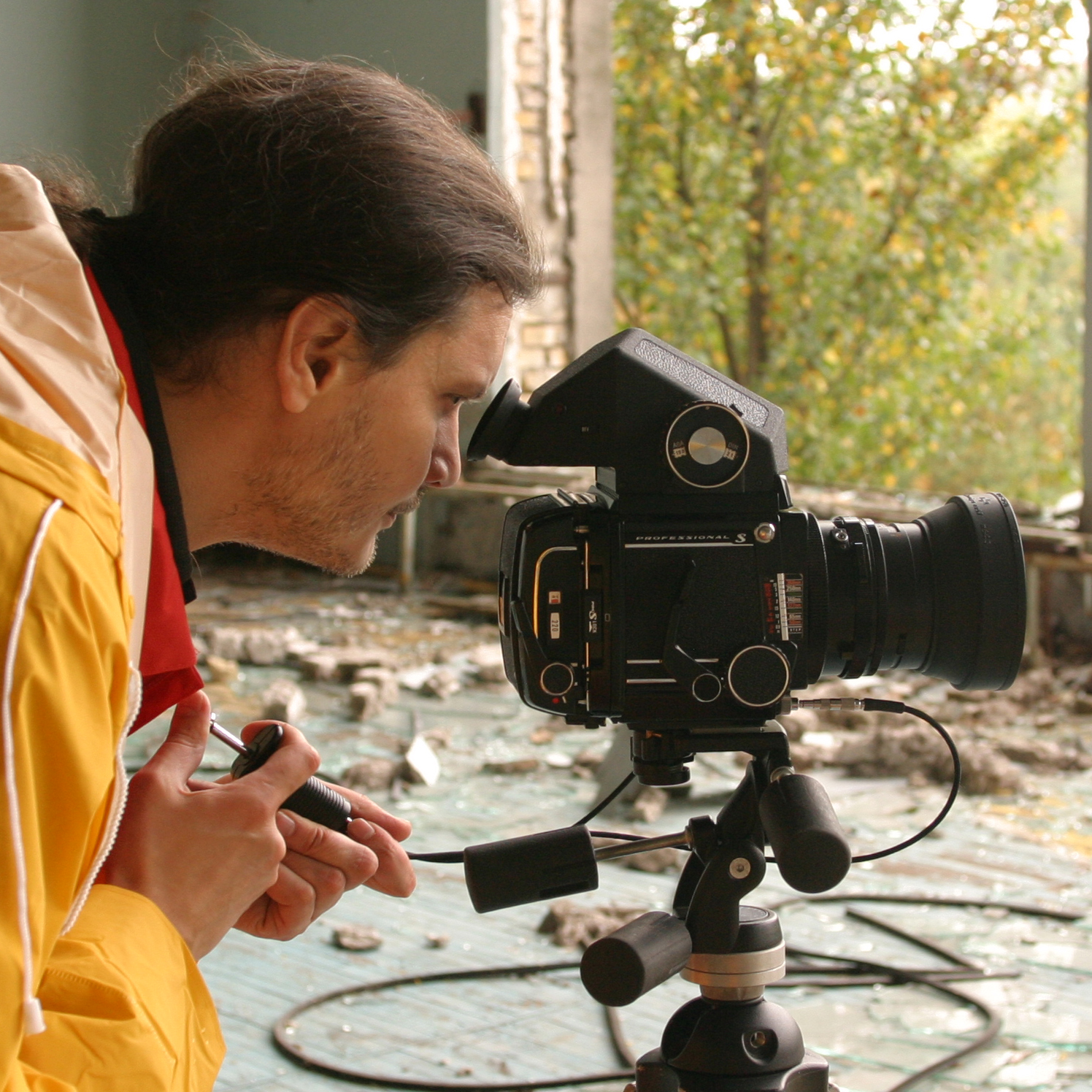
Чорнобиль, жовтень, 2004

## Виставки та колекції
Виставкову діяльність почав 1985 року. Брав участь у понад 150 міжнародних виставках. Автор численних проектів у галузі образотворчого мистецтва, лауреат 25
міжнародних виставок у Канаді, США, Південній Кореї, Латвії, Польщі, Норвегії, Іспанії, Україні. Відбулося 25 персональних виставок художника у Венеції, Лондоні, Майнці, Києві, Мюнхені, Лодзі, Байройті, Брайдвуді (Австралія), Сеулі, Цефаді (Ізраїль), Москві, Львові, Хайфі, Хобарті, Кадакесі, Парижі, Коніні, Познані, Гросс-Герау (Німеччина).
Одна з персональних виставок була першою в історії художньою виставкою в космосі, яка відбулась на російській орбітальній станції «Мир» 25 січня 1993 року. Було виставлено два офорти Подольчака. Виставка була реалізована за участю російських космонавтів Сергія Авдєєва и Анатолія Соловйова. Реєстрація проекту була зроблена на відео
 (5 хв.). Ця виставка стала частиною проекту «Мистецтво в космосі», який вперше представляв Україну (куратор Марта Кузьма) на Бїєнале мистецтва у Сан-Паулу, Бразилія 1994 року.
Твори Подольчака знаходяться в 26 музеях і публічних колекціях в Австралії, Боснії та Герцоговини, Великої Британії, Ізраїлю, ІталіЇ, Куби, Македонії, Німеччини, Норвегії, Польщі, Росії, США, Франції, України, Єгипту, зокрема:
- Національна бібліотека Франції. Париж
- Музей Блок. Північно-західний університет. Еванстон, Іллінойс, США
- Британська Бібліотека. Лондон
- Замковий музей. Мальборк, Польща
- Музей Гутенберга. Майнц
- Музей образотворчого мистецтва. Хмельницький
- Музей сучасного мистецтва у Хайфі, Ізраїль
- Міжнародна галерея портрету. Тузла, Боснія та Герцоговина

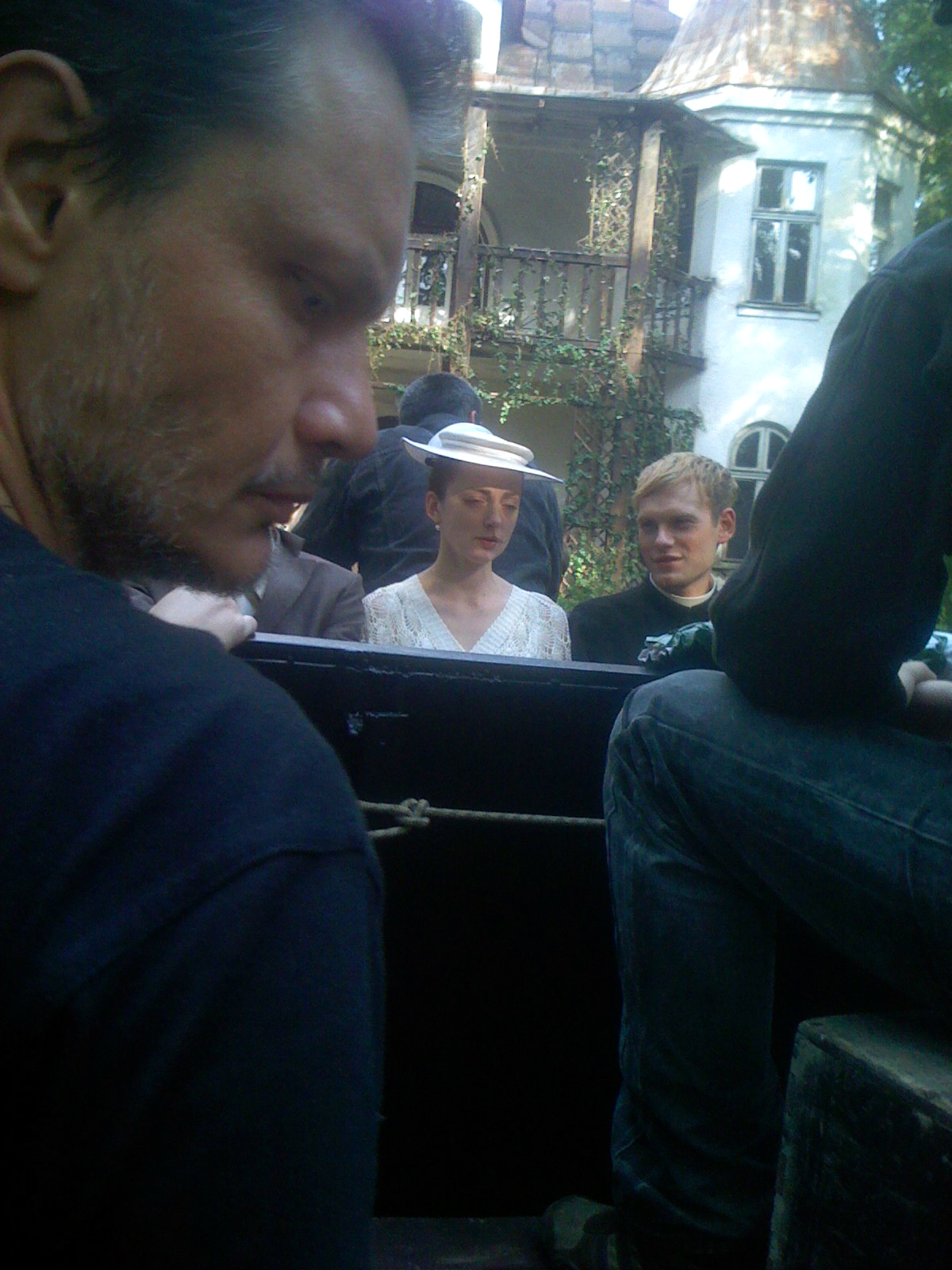
Знімальний майданчик фільму Delirium, смт. Брюховичі, вересень, 2008

## Кураторські проекти
1989—2004 роки активної кураторської діяльності. В підготовці та реалізації своїх проектів Подольчак співпрацював з Львівським музеєм історії релігії, який надавав приміщення та організаційні ресурси. Саме в цьому музеї він організував перше у СРСР Міжнародне бієнале графіки «Інтердрук» («Interprint»). Відбулося 2 едиції виставки (1989-го та 1991-го року). «Інтердрук»
1991 року зрівнявся з найкращими виставками Європи і за якістю, і за кількістю та географією представлених робіт — понад 190 учасників з 43 країн світу. 1992 року організував низку персональних виставок зарубіжних художників в Україні: Германа Геблера (Норвегія), Одеда Файнгерша (Ізраїль), Козет де Шармо (Франція), Джона МакКуіні (Австралія), Емми Андієвської (Німеччина), Коджі Ікути (Японія) та українських митців за кордоном — «Українські незалежні художники», Нью-Йорк (1990); «Сучасна українська графіка», Фредрікшад, Норвегія (1991); «Сучасна міжнародна графіка» Москва (1991); ряд тематичних виставок у Львові (сучасна британська, ізраїльська та норвезька графіка; сучасне американське мистецтво (1991)). 1993 року провів меморіальну виставку «Бруно Шульц», 1995 року виставку «Концептуальний проект пам'ятника Мазоху», в якому взяли участь 11 художників з 7 країн світу. У 1998 році був реалізований експозиційно-видавничий проект «Corpus Delicti. Пост-еротична художня фотографія». У проекті брали участь художники з України, Австрії, Великої Британії, Франції та США. Співпродюсерами виступили Тимофій Сєргєйцев та Дмитро Куліков.
2004 року разом з Ігорем Дюричем (під шильдою Інститут Актуальної Культури) організував у Києві «Час мецената» (благодійний аукціон)
Аукціон проходив у недобудованому приміщенні
Національного художнього музею України (вул. Грушевського 3, будівля знесена). Проект мав на меті привернути увагу громадськості до проблеми формування колекції українського мистецтва періоду Незалежності, та спробувати знайти можливість фінансування такої колекції. В проекті взяли участь видатні діячі мистецтва України — художники (Олександр Гнилицький, Віктор Марущенко, Сергій Братков, Анатоль Степаненко, Олександр Ройтбурд, Павло Маков, Ілля Чичкан), письменники (Юрій Андрухович, Юрій Покальчук), композитор (Олександр Щетинський), режисери (Роман Віктюк, Юрій Іллєнко Андрій Жолдак, Олесь Санін, Дмитро Богомазов). Хоча деякі критикі сприйняли «Час мецената» досить скептично
, організаторам все ж вдалося за гроші, які були отримані під час аукціону, придбати твори сучасних українських художників і передати їх у колекцію Національного художнього музею України, як «Громадську колекцію сучасного українського мистецтва».

## Кінематографічна творчість
|  | Найяскравіший представник найчистішого артхаусу в українському кіно − зі спеціальним художньо-естетським акцентом, який, безумовно, є основою в образотворчій, кураторській і акційній творчості автора . |

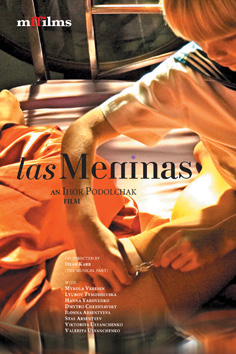
Плакат Las Meninas

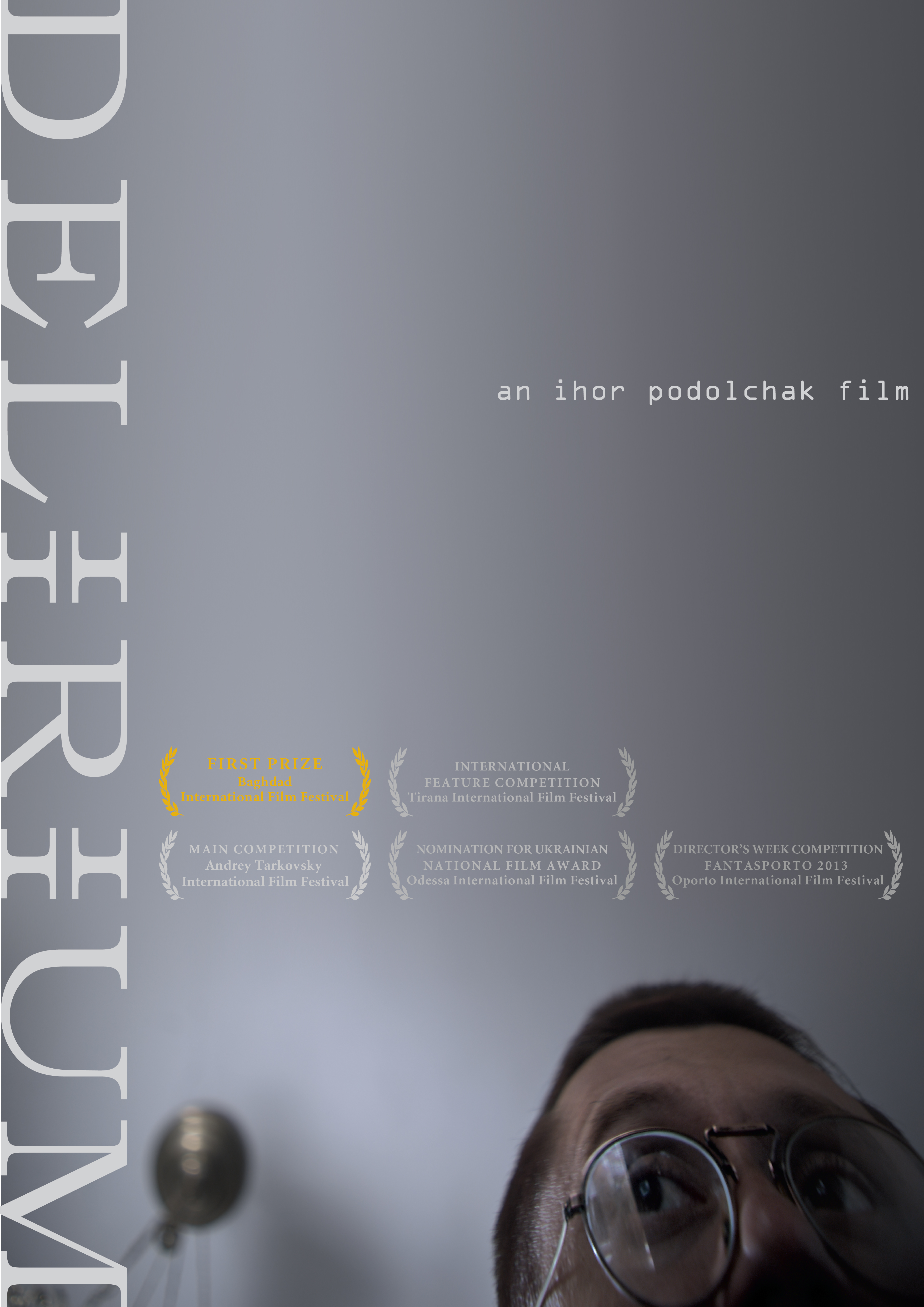
Плакат Delirium

Для обидвох фільмів Подольчака характерні спільні риси — відхід від наративу, антропологія герметичних світів, виважена побудова кадру, неочікувані ракурси зйомки, свобода диз'юнктивних суджень та крайня «діалектичність» у підході до репрезентації простору-часу. Подольчак використовує, говорячи словами Делеза, «кристалічний режим образа», коли «актуальне відірване від своїх моторних продовжень, реальне — від своїх законних зв'язків, а віртуальне, зі свого боку, відділяється від власних актуалізацій та набуває самостійної цінності». Простори Las Meninas та Delirium єдині у тому, що вони щільні, важкі для руху, смертельно стомлюють, як персонажів, що рухаються по ним, так і глядачів, які за ними спостерігають, що, у свою чергу, дзеркально відображає час „кінця історії“, його сомнамбулізм, безсилля, хворобливість, безвихідь.
|  | Подольчака передусім цікавить людська свідомість, тому його роботи нагадують болісні сновидіння, із юнґіанськими мотивами і домінуванням образа над словом. Причому сам режисер воліє порівнювати свої стрічки з абстракцією в живописі і тримається осторонь якихось однозначних трактувань . |

### Las Meninas
Las Meninas (2008 р., Україна) — дебютний повнометражний фільм. Світова прем'єра відбулася на Міжнародному кінофестивалі у Роттердамі 25 січня 2008 року в конкурсній програмі. Фільм брав участь у 27-х міжнародних кінофестивалях, в 10 з них у конкурсній програмі, в інших в офіційній програмі.
Українська прем'єра відбулася 9 червня 2009 року в рамках Фестивалю європейського кіно у Києві. Кінотеатральний реліз фільму в Україні відбувся 5 жовтня 2009 року. У рейтингу „Підсумки українського кінопроцесу-2011“, проведеному Бюро української кіножурналістики (БУК) та Національною спілкою кінематографістів України (НСКУ) фільм Las Meninas увійшов у двадцятку „Найкращі вітчизняні фільми 1992—2011 рр.“.

### Delirium

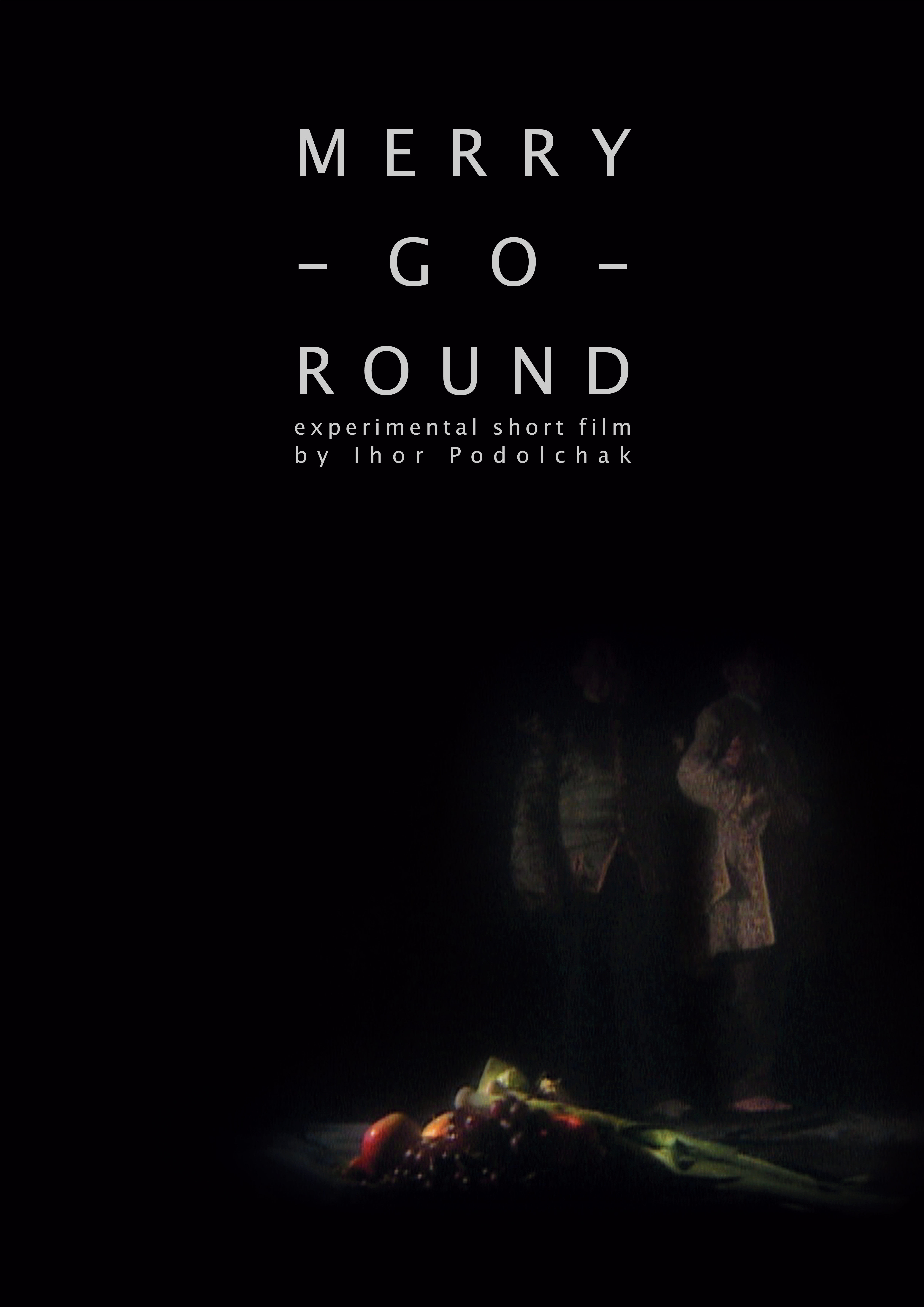
Плакат Merry-Go-Round

Delirium (2012 р., Україна, Чехія) — друга повнометражна стрічка Подольчака. В основу сценарію фільму покладена повість „Індуктор“ українського письменника та журналіста Дмитра Бєлянського. Зйомки фільму тривали впродовж 2008—2010 рр. За версією Афіша@Mail.Ru фільм Delirium увійшов до рейтингу «Топ-10 українських фільмів 2012 року». Світова прем'єра стрічки відбулася 4 березня 2013 року в конкурсній програмі «Тиждень режисерів» на міжнародному кінофестивалі «Фанташпорту — 2013», Порту, Португалія. На Багдадському Міжнародному кінофестивалі (2013) фільм був нагороджений «Першим Призом».

### Merry-Go-Round
Merry-Go-Round (2017 р., Україна, Польща. 5 хв.)  — короткометражна художня стрічка. Продюсерами фільму разом з Ігорем Подольчаком були Ігор Дюрич, Лілія Млинарич; співпродюсерами: Максим Асадчий та Сергій Нєдзельский. Оператор постановник — Сергій Михальчук, художник постановник — Світлана Макаренко. Музику до фільму створив Олександр Щетинський. Світова прем'єра фільму відбулася 9 липня 2017 року в Австралії в рамках МКФ у Перті «Revelation». Фільм номінований на приз за найкращий український короткометражний фільм на Одеському Міжнародному Кінофестивалі.
Merry-Go-Round був показаний у конкурсних програмах Fantasporto — Oporto International Film Festival, Португалія, Skepto International Film Festival, Італія та офіційних програмах на Brisbane Film Festival, Австралія, Braunschweig International Film Festival, Німеччина.

## Інша діяльність

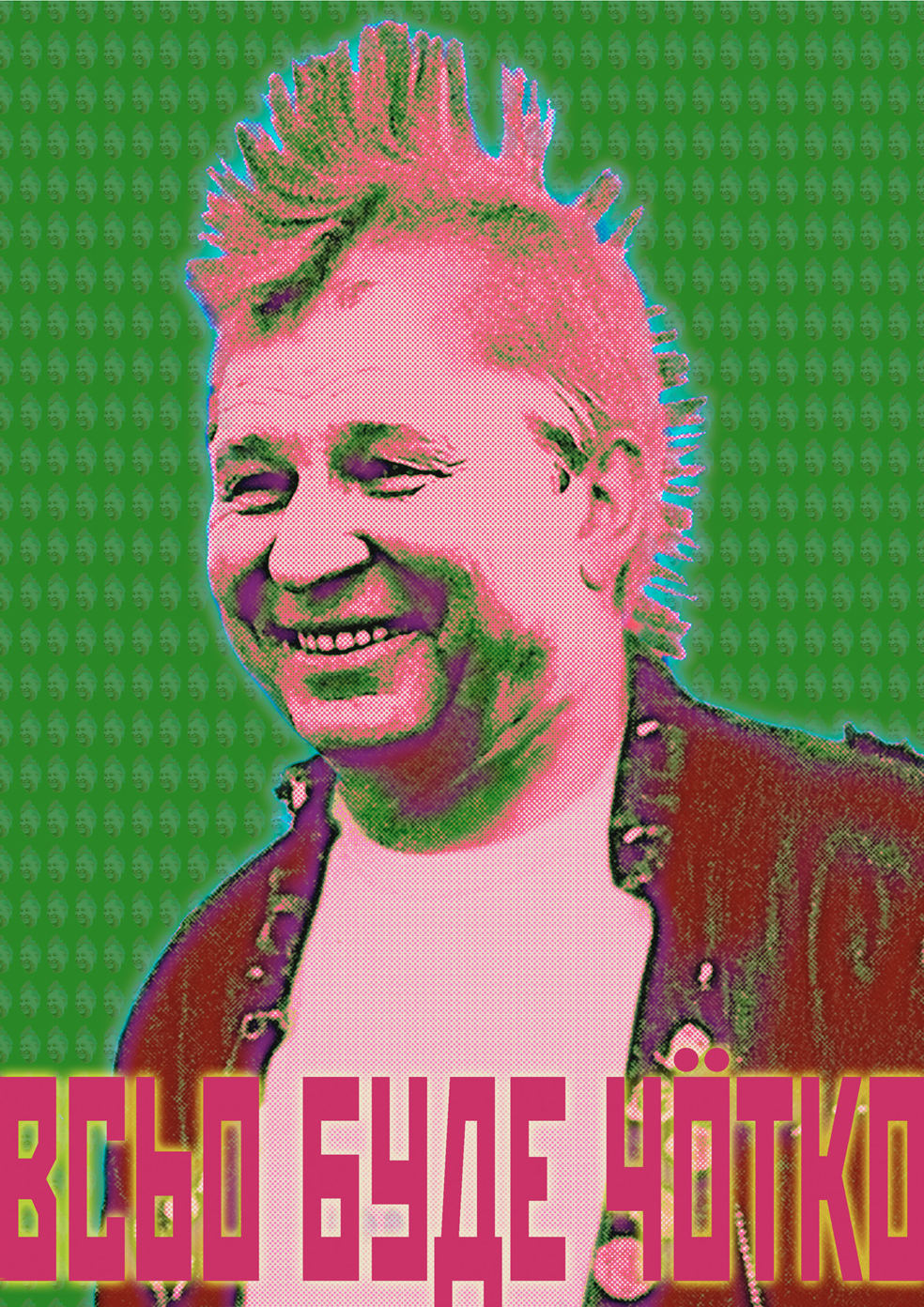
Плакат, вибори президента України, 1999

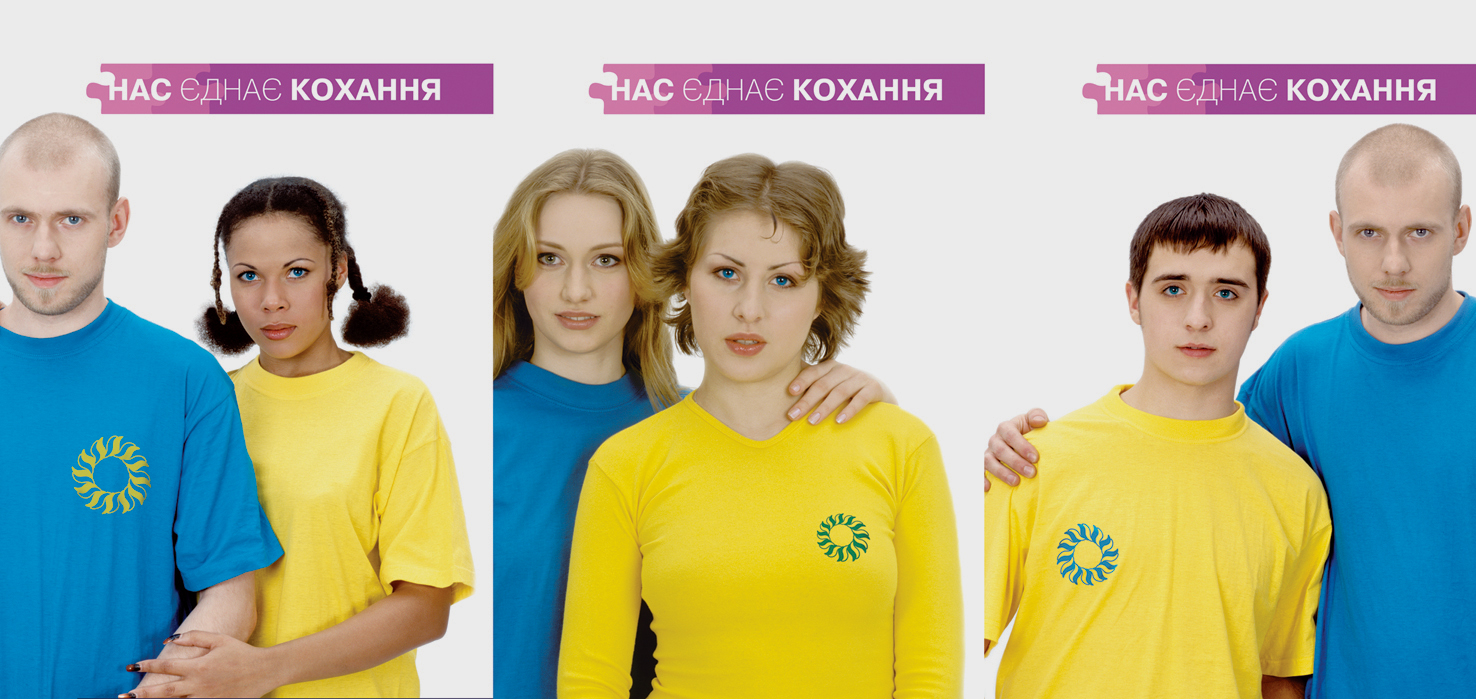
Серія плакатів, вибори у Верховну Раду, 2002

З 1997 року займався розробкою політичних виборчих кампаній в Україні та Росії
(1997 — вибори у Мосгордуму, вибори в Приморську крайову думу, Владивосток, 1997). Автор (разом з Ігорем Дюричем) розробок іміджової компоненти політичних, виборчих кампаній в Україні (Вибори Президента України 1999 (Л. Кучма), 2002 — вибори до Верховної Ради України (вибори блок «За єдину Україну!»), 2002 — вибори до Верховної Ради України (кандидит в депутати О.Сагура), Вибори Президента України 2004 (В. Янукович («Тому що…»), 2006 — вибори до Верховної Ради України («Народний блок Литвина» («МИ»)), 2008 — вибори мера Києва (В. Пилипишин).
Класикою жанру політичного виборчого плакату стали роботи Подольчака «Все буде добре» («Весілля» (1999)), «А ти купуєш українське» (1999), «Всьо буде чотко» («Кучма панк» (1999)). У 2002 році вперше в політичній рекламі («За єдину Україну!») Подольчак та Дюрич використали гомосексуальні мотиви (серія плакатів «Нас єднає кохання»).[джерело?]
На виборчих кампаніях співпрацював з Тимофієм Сєргєйцевим, Дмитром Куліковим, Вадимом Омельченко, Костем Бондаренко, Валерієм Тодоровським, Олесем Саніним.
Був членом журі міжнародних виставок та фестивалів:
- 2011 — Wiz-Art Міжнародний фестиваль короткометражних фільмів. Львів[62]
- 1997 — Bienal de San Juan del Grabado Latinoamericana у del Caribe, Сан Хуан , Пуерто Рико
- 1996 — International Triennial of Art, Майданек
- 1988, 1990 — «Інтердрук». Міжнародне Бієнале графіки. Львів

У 1991 році читав лекції в австралійських університетах Гобарта, Ланцестон (Тасманії), Мельбурна та Канберри.

## Вибрані нагороди та номінації
Нагороди:
- 2013 «Перший Приз», Багдадський міжнародний кінофестиваль[63]
- 1995 «Приз»[64], Трієнале графічного мистецтва, Фредрікштад, Норвегія
- 1990 «Нагорода латвійської спілки художників», Трієнале мініатюрної графіки, Рига
- 1990 «Перша нагорода за графіку», Щорічна художня виставка, Марієта, Джорджія, США
- 1989 «Диплом», Міжнародне бієнале мистецтва «Імпреза», Івано-Франківськ
- 1988 «Prix Ex Aequo»[65], Міжнародне бієнале графіки, Краків
- 1987 «Почесна Медаль»[66], Малі форми графіки, Лодзь

Номінації:
- 2017 «Кращий український короткометражний фільм»[50], Одеський міжнародний кінофестиваль
- 2013 «Національна кінопремія», Одеський міжнародний кінофестиваль
- 2013 «Найкращий режисер»[67] конкурс «Тиждень режисерів», Міжнародний кінофестиваль «Фанташпорту», Порту, Португалія
- 2009 «Приз»[68], Кінофестиваль у Трієсті
- 2008 «Тигр»[69], Міжнародний кінофестиваль у Роттердамі
- 2008 «ПризФІПРЕССІ», Міжнародний кінофестиваль Трансільванія, Румунія
- 2008 «Приз — Східна панорама»[70], Міжнародний кінофестиваль «Артфільм», Словаччина